# IC 4864
IC 4864 ist eine Balken-Spiralgalaxie vom Hubble-Typ SBa im Sternbild Octant am Südsternhimmel. Sie ist schätzungsweise 265 Millionen Lichtjahre von der Milchstraße entfernt und hat einen Durchmesser von etwa 120.000 Lichtjahren. 
Das Objekt wurde am 22. September 1900 von DeLisle Stewart entdeckt.